# Finntroll
Finntroll är ett finländskt folkmetalband som blandar in finsk folkmusik och humppa, en finsk variant av polka, i sin musik. De sjunger på svenska, då detta enligt grundaren Katla, som är finlandssvensk, är ett mer trolskt språk.

## Med Katla och Somnium
Finntroll bildades 1997 i en studio av gitarristen Somnium och sångaren Katla. Somnium dog 2003 då han i berusat tillstånd föll från en bro ner på isen nedanför. De övriga medlemmarna funderade på att lägga ner Finntroll efter olyckan, men övertalades att fortsätta av den avlidne medlemmens familj, vilka hotade att bryta kontakten med dem om de lade ner bandet. Katla, som drabbades av en virustumör (ej att förväxlas med cancertumör) i halsen samma år har fortfarande en plats i bandet och bidrar med texter och annat, även om han på grund av tumören inte längre kan sjunga.

## Med Wilska
2004 släppte Finntroll skivan Nattfödd utan grundarna Katla och Somnium. Ersättarna blev gitarristen Routa och sångaren Wilska. Trollhammaren från den aktuella skivan blev också bandets första musikvideo, vilken kan laddas ner från bandets webbplats.

## Med Vreth
Finntroll planerade en ny skiva år 2006, men detta sköts upp då sångaren Wilska sparkades på grund av meningsskiljaktigheter. Bandet var tvungen att avbryta turnén "No Mercy". Ny sångare blev Matias Lillmåns, alias Vreth. Bandets femte album, Ur jordens djup, gavs ut 2007 av Spinefarm Records.

## Medlemmar
Nuvarande medlemmar

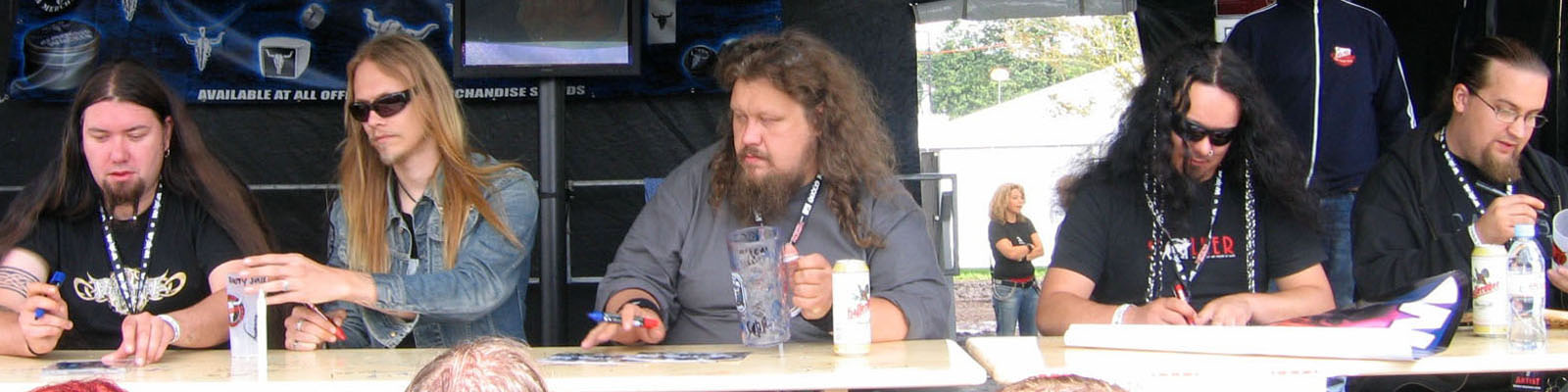
Finntroll i Wacken 2005 där de skriver autografer. Från vänster: Mikael „Routa“ Karbom, Samuli „Skrymer“ Ponsimaa, Tapio Wilska, Sami „Tundra“ Uusitalo och Samu „Beast Dominator“ Ruotsalainen.

- Sami Uusitalo (Tundra) – basgitarr (1998– )
- Samuli Ponsimaa (Skrymer) – gitarr (1998– )
- Henri Sorvali (Trollhorn) – keyboard (1998– )
- Mikael Karlbom (Routa) – gitarr (2003– )
- Matias Lillmåns (Vreth) – sång (2006– )
- Aleksi Virta (Virta) – keyboard (2009– )
- Heikki Saari (MörkÖ) – trummor (2014– )

Tidigare medlemmar
- Teemu Raimoranta (Somnium) – gitarr (1997–2003; död 2003)
- Tomi Ullgrén – gitarr (1997–1998)
- Jan Jämsen (Katla) – sång (1997–2003), keyboard (1997–1998)
- Samu Ruotsalainen (Beast Dominator) – trummor (1998–2014)
- Tapio Wilska (Wilska) – sång (2002–2006)

Turnerande medlemmar
- Jonne Järvelä – akustisk gitarr, shamantrumma (2001)
- Petri Eskelinen – sång (2002)
- Tommy Åberg (Talon) – sång (2002)
- Meiju Enho – keyboard (2004–2005)
- Aleksi Virta (Virta) – keyboard (2005–2009)
- Jaakko Nylund – trummor (2010)
- Brandon Ellis – gitarr (2013)

## Diskografi
Demo
- 1998 – Rivfader

Studioalbum
- 1999 – Midnattens widunder
- 2001 – Jaktens tid
- 2003 – Visor om slutet
- 2004 – Nattfödd
- 2007 – Ur jordens djup
- 2010 – Nifelvind
- 2013 – Blodsvept
- 2020 – Vredesvävd

Livealbum
- 2014 – Natten med de levande Finntroll

EP
- 2004 – Trollhammaren
- 2013 – Blodsvept